# Menotti Del Picchia
Paulo Menotti Del Picchia, brazilski odvetnik, pesnik, novinar in slikar, * 20. marec 1892, São Paulo, † 23. avgust 1988. 
1. 1 2  Enciclopédia Itaú Cultural — São Paulo: Itaú Cultural, 2001. — ISBN 978-85-7979-060-7
2. 1 2  Internet Speculative Fiction Database — 1995.
3. ↑  SNAC — 2010.